# Salim Ghazi Saeedi
Salim Ghazi Saeedi (Teheran, 19 luglio 1981) è un chitarrista e compositore iraniano ed i suoi generi spaziano in una varietà che va dal metal progressivo e il fusion, al rock da camera classico di avanguardia ed al rock elettronico progressivo e RIO (Rock in Opposition). Inoltre, alcune critiche preferiscono piuttosto l'art rock e riconoscono nella sua musica un approccio minimalista.

## Biografia
Salim Ghazi Saeedi è nato nel 1981 a Teheran, in Iran. Nel 1999 ha iniziato a studiare chitarra da autodidatta e a comporre musica. Con la banda Arashk ha composto tre album: "Abrahadabra" (2006), "Sovereign" (2007) e "Ustuqus-al-Uss" (2008). Nel 2010 ha lanciato il suo quarto album "Iconophobic" da solista, nel ruolo di compositore, chitarrista, tastierista, batterista, mixer e produttore. Di conseguenza, Nel 2011 ha pubblicato il "Human Encounter".
Alcune critiche hanno comparato la sua musica agli Univers Zero, agli Art Zoyd, John Zorn, Patrick O'Hearn, Mike Oldfield, Sufjan Stevens and The Enid, Djam Karet and Birdsongs of the Mesozoic, David Bedford, Richard Pinhas, ZNR, Mecano, Present, Aranis, all'intero scenario del rock da camera belga e Anne Dudley and Jaz Coleman. L'Harmonie Magazine ha paragonato il suo stile di chitarrista a quello di Robert Fripp dei King Crimson.
I suoi album sono album concettuali che adoperano elementi di musica classica, musica elettronica e rock progressivo con un uso differenziato degli strumenti. Lui si descrive come "un continuo improvvisatore... sia nell'esibirsi che nel comporre."

## Discografia
- namoWoman - Salim Ghazi Saeedi (2012)
- Human Encounter - Salim Ghazi Saeedi (2011)
- Iconophobic - Salim Ghazi Saeedi (2010)
- Ustuqus-al-Uss - Arashk (2008)
- Sovereign - Arashk (2007)
- Abrahadabra - Arashk (2006)

## Influenza Musicale
Tra le sue influenze principali ci sono Jeff Beck e Thelonious Monk. Salim dice a proposito del proprio stile: "Non ho mai deciso di comporre nel genere progressivo. Ho solo un gusto musicale molto versatile... Forse è così che si sviluppa il genere progressivo. Lasci la tua mente libera, e diventa progressiva!"